# Luigi Illica
Luigi Illica (Castell'Arquato, Olaszország, 1857. május 9. – Colombarone, Olaszország, 1919. december 16.) a 19. század végének egyik legjelentősebb olasz szövegkönyvírója volt.

## Jelentősebb művei
- La Wally (Catalani, 1892)
- Kolumbusz Kristóf (Franchetti, 1892)
- Manon Lescaut[1] (Puccini, 1893)
- Bohémélet[2] (Puccini, 1896)
- Andrea Chénier (Giordano, 1896)
- Iris (Mascagni, 1898)
- Tosca[2] (Puccini, 1900)
- Az álarcok (Mascagni, 1901)
- Germania (Franchetti, 1902)
- Szibéria (Giordano,, 1903)
- Pillangókisasszony[2] (Puccini, 1904)
- Isabeau (Mascagni, 1911)

## Magyarul
- Giacomo Puccini: Manon Lescaut. Opera; szöveg Prévost Antoine François nyomán Illica Luigi, ford. Radó Antal; Müller Ny., Bp., 1894
- Umberto Giordano: André Chénier. Opera; szöveg Luigi Illica, ford. Radó Antal; Operaház, Bp., 1897
- Giacomo Puccini: Tosca. Melodráma; Sardou Viktor drámája nyomán Luigi Illica, Giuseppe Giacosa, ford. Várady Sándor; Operaház, Bp., 1903
- Giacomo Puccini: Bohém-élet. Opera; szöveg Henry Murger nyomán Giuseppe Giacosa, Luigi Illica, ford. Radó Antal; Operaház, Bp., 1905
- Puccini Jakab: Pillangó kisasszony. Tragikus dalmű; szöveg Long János L., Belasco Dávid nyomán Illica Luigi, Giacosa Giuseppe; ford. Várady Sándor; Operaház, Bp., 1906
- Illica Lajos: Tessza. Dráma. Hardy Thomas "Tess of the d'Urbevilles" c. elbeszélése nyomán; ford. Vidor Dezső, zene Erlanger Frigyes; Globus, Bp., 1911
- Giacomo Puccini: Bohémélet. Jelenetek Henry Murger "La vie de Bohémé"-jéből. Opera négy képben; szöveg Giuseppe Giacosa, Luigi Illica, ford. Radó Antal; Rózsavölgyi, Bp., 1926
- Giacomo Puccini: Tosca. Zenedráma; szöveg Victor Sardou, Luigi Illica, Giuseppe Giacosa, ford. Várady Sándor, közread. Till Géza; Zeneműkiadó, Bp., 1958 (Operaszövegkönyvek)
- Giacomo Puccini: Manon Lescaut; szöveg Prévost nyomán Luigi Illica et al., ford. Nádasdy Kálmán; Zeneműkiadó, Bp., 1962 (Operaszövegkönyvek)
- Pillangókisasszony. Opera 3 felvonásban; szöveg David Belasco Gheisa című drámája alapján Giuseppe Giacosa, Luigi Illica, ford. Várady Sándor, közreadja Till Géza; Zeneműkiadó, Bp., 1977 (Libretto)
- Giacomo Puccini: Bohémélet; Henri Murger után, szöveg Giuseppe Giacosa, Luigi Illica, ford. Radó Antal; Zeneműkiadó, Bp., 1959 (Operaszövegkönyvek)
- Giacomo Puccini: Tosca; szöveg Victorien Sardou drámája alapján Giuseppe Giacosa, Luigi Illica írta, ford. Baranyi Ferenc; Eötvös, Bp., 2000 (Kétnyelvű operaszövegkönyvek)